# Transports en commun de Saint-Quentin
Pastel est le réseau de transport en commun desservant la commune de Saint-Quentin, sous-préfecture du département de l'Aisne. Il compte aujourd'hui six lignes de bus.
Depuis 2004, le réseau est exploité par Transdev, via sa filiale Transdev Mobilités du Saint-Quentinois.

## Organisation
Ce réseau est organisé et financé par la communauté d'agglomération du Saint-Quentinois, en tant qu'autorité organisatrice des transports, et son exploitation est confiée à la société Transdev Mobilités du Saint Quentinois, société anonyme filiale du groupe Transdev, dans le cadre d'une délégation de service public d'une durée de 25 ans qui a débuté le 1er septembre 2004. Le réseau dessert également les communes de Rouvroy, Harly, Neuville-Saint-Amand et Gauchy.
Pastel opère également le service Déclic Pro à destination des salariés aux horaires décalés et le service de transport à la demande Déclic Agglo à destination des habitants des 39 communes composant l’Agglo.

## Réseau actuel

### Lignes régulières
| Ligne | Caractéristiques | Caractéristiques | Caractéristiques | Caractéristiques | Caractéristiques | Caractéristiques | Caractéristiques | Caractéristiques | Caractéristiques |
| 1     | Ligne CHRONO 1 | Ligne CHRONO 1 | Ligne CHRONO 1 | Ligne CHRONO 1 | Ligne CHRONO 1 | Ligne CHRONO 1 | Ligne CHRONO 1 | Ligne CHRONO 1 | Ligne CHRONO 1 |
| 1     | Saint-Quentin – Colard Noël (du Lundi au Vendredi) / Europe (les Samedis et durant les vacances scolaires) ⥋ Saint-Quentin – Faubourg d'Isle / Pont de Guise | Saint-Quentin – Colard Noël (du Lundi au Vendredi) / Europe (les Samedis et durant les vacances scolaires) ⥋ Saint-Quentin – Faubourg d'Isle / Pont de Guise | Saint-Quentin – Colard Noël (du Lundi au Vendredi) / Europe (les Samedis et durant les vacances scolaires) ⥋ Saint-Quentin – Faubourg d'Isle / Pont de Guise | Saint-Quentin – Colard Noël (du Lundi au Vendredi) / Europe (les Samedis et durant les vacances scolaires) ⥋ Saint-Quentin – Faubourg d'Isle / Pont de Guise | Saint-Quentin – Colard Noël (du Lundi au Vendredi) / Europe (les Samedis et durant les vacances scolaires) ⥋ Saint-Quentin – Faubourg d'Isle / Pont de Guise | Saint-Quentin – Colard Noël (du Lundi au Vendredi) / Europe (les Samedis et durant les vacances scolaires) ⥋ Saint-Quentin – Faubourg d'Isle / Pont de Guise | Saint-Quentin – Colard Noël (du Lundi au Vendredi) / Europe (les Samedis et durant les vacances scolaires) ⥋ Saint-Quentin – Faubourg d'Isle / Pont de Guise | Saint-Quentin – Colard Noël (du Lundi au Vendredi) / Europe (les Samedis et durant les vacances scolaires) ⥋ Saint-Quentin – Faubourg d'Isle / Pont de Guise | Saint-Quentin – Colard Noël (du Lundi au Vendredi) / Europe (les Samedis et durant les vacances scolaires) ⥋ Saint-Quentin – Faubourg d'Isle / Pont de Guise |
| ----- | --- | --- | --- | --- | --- | --- | --- | --- | --- |
| 1     | Ouverture / Fermeture 16 septembre 2017 / — | Longueur — | Durée 30 min | Nb. d’arrêts 24 | Matériel Standards "Chrono 1" Standards Articulés | Jours de fonctionnement L, Ma, Me, J, V, S, D | Jour / Soir / Nuit / Fêtes O / N / N / O | Voy. / an — | Exploitant Transdev Mobilités du Saint-Quentinnnois |
| 1     | Desserte : - Villes et lieux desservis : Saint-Quentin (Lycée Colard Noël, Lycée des Métiers de l'Ameublement, Quartier Europe, Collège Montaigne, Espace Scolaire Condorcet, Cimetière Nord, Centre-ville de Saint Quentin, Gare de Saint-Quentin, Quartier du Faubourg d'Isle). - Gare desservie : Saint-Quentin | | | | | | | | |
| 1     | Autre : - Amplitudes horaires : - Du Lundi au Vendredi : La ligne fonctionne de 6h00 à 20h15, avec un passage toutes les 18 minutes environ. - Les Samedis et en période de vacances scolaires : La ligne fonctionne de 6h00 à 20h15, avec un passage toutes les 18 minutes environ. - Les Dimanches et jours fériés : La ligne fonctionne de 9h50 à 19h15, avec un passage toutes les 60 minutes environ. - Particularités : - Les arrêts Neuville École, Pont de Guise et CTA sont desservis à la demande par le service Déclic Bout de Ligne (bouton d'appel sur le poteau d'arrêt). - Pas de service le 1er janvier, 1er mai, dimanche de Pentecôte, 11 novembre et 25 décembre. - Arrêts non accessibles aux PMR : Colard Noël, Capitaine Dumont, États Généraux, Stalingrad, Neuville École. | | | | | | | | |
| 1     | Dernière actualisation : 25 mai 2025 | | | | | | | | |
| 2     | Harly – Centre Commercial ⥋ Gauchy – Centre Commercial | Harly – Centre Commercial ⥋ Gauchy – Centre Commercial | Harly – Centre Commercial ⥋ Gauchy – Centre Commercial | Harly – Centre Commercial ⥋ Gauchy – Centre Commercial | Harly – Centre Commercial ⥋ Gauchy – Centre Commercial | Harly – Centre Commercial ⥋ Gauchy – Centre Commercial | Harly – Centre Commercial ⥋ Gauchy – Centre Commercial | Harly – Centre Commercial ⥋ Gauchy – Centre Commercial | Harly – Centre Commercial ⥋ Gauchy – Centre Commercial |
| 2     | Ouverture / Fermeture 16 septembre 2017 / — | Longueur — | Durée 40-50 min | Nb. d’arrêts 51 | Matériel Standards | Jours de fonctionnement L, Ma, Me, J, V, S, D | Jour / Soir / Nuit / Fêtes O / N / N / O | Voy. / an — | Exploitant Transdev Mobilités du Saint-Quentinnnois |
| 2     | Desserte : - Ville et lieux desservis : Harly (Centre Commercial d'Harly, Collège Anne Frank), Saint-Quentin (CCAS, Gare SNCF, Centre-ville, Lycée Henri Martin, Collège et Lycée Saint-Jean, Collège Jean Moulin, Quartier des Aviateurs, Oëstres) et Gauchy (Centre Commercial de Gauchy). - Gare desservie : Saint-Quentin | | | | | | | | |
| 2     | Autre : - Amplitudes horaires : - Du Lundi au Samedi : La ligne fonctionne de 6h15 à 19h50, avec un passage toutes les 20 minutes environ. - Les Dimanches et jours fériés : La ligne fonctionne de 9h25 à 19h15, avec 5-6 passages. - Particularités : - Desserte du Quartier de la Tombelle à certaines heures. - L'arrêt Harly Centre Commercial n'est pas desservi le dimanche après-midi. - Pas de service le 1er janvier, 1er mai, dimanche de Pentecôte, 11 novembre et 25 décembre. - Arrêts non accessibles aux PMR : Île-de-France, Parc d'Isle, Picardie, Anne Frank, Cailleret, Marché, Jean Jaurès, Rocourt, Tombelle, André GideGeorge Appert, Marcel Lenglet, Roland Garros, Debeney, Oëstres, Grand'Rue (direction Gauchy), Gauchy Place, Pont de la Biette, Pasteur, Auguste Delaune, Plateau, Cimetière Gauchy, Jean Falloux, Dufour Denelle, Faidherbe, Henri IV, Victor Basch. | | | | | | | | |
| 2     | Dernière actualisation : 25 mai 2025 | | | | | | | | |
| 3     | Gare SNCF ⥋ Fayet – Centre Commercial | Gare SNCF ⥋ Fayet – Centre Commercial | Gare SNCF ⥋ Fayet – Centre Commercial | Gare SNCF ⥋ Fayet – Centre Commercial | Gare SNCF ⥋ Fayet – Centre Commercial | Gare SNCF ⥋ Fayet – Centre Commercial | Gare SNCF ⥋ Fayet – Centre Commercial | Gare SNCF ⥋ Fayet – Centre Commercial | Gare SNCF ⥋ Fayet – Centre Commercial |
| 3     | Ouverture / Fermeture 16 septembre 2017 / — | Longueur — | Durée 40 min | Nb. d’arrêts 36 | Matériel Standards Articulés | Jours de fonctionnement L, Ma, Me, J, V, S, D | Jour / Soir / Nuit / Fêtes O / N / N / O | Voy. / an — | Exploitant Transdev Mobilités du Saint-Quentinnnois |
| 3     | Desserte : - Ville et lieux desservis : Saint-Quentin (Gare SNCF, Centre-ville, Centre Administratif, Lycée Pierre de la Ramée, Quartier de Remicourt, Hôpital Privé Saint Claude, Lycée Colard Noël, Lycée des Métiers de l'Ameublement, Quartier Europe, Centre Commercial Salicamp) et Fayet (Centre commercial). - Gare desservie : Saint-Quentin | | | | | | | | |
| 3     | Autre : - Amplitudes horaires : - Du Lundi au Samedi toute l'année : La ligne fonctionne de 6h20 à 14h20, avec un passage toutes les 25 minutes environ. - Du Lundi au Vendredi en période scolaire : La ligne fonctionne de 14h00 à 20h30, avec un passage toutes les 25 minutes environ. - Les Samedis et du Lundi au Vendredi en période de petites vacances scolaires : La ligne fonctionne de 14h00 à 20h30, avec un passage toutes les 25 minutes environ. - Les Dimanches et jours fériés : La ligne fonctionne de 9h00 à 19h15, avec 6 passages. - Particularités : - L'arrêt Cité de la Solidarité n'est desservi qu'à certaines heures, du Lundi au Samedi (toute l'année, en période scolaire et en période de vacances scolaires). - Les arrêts Valenciennes", "Armentières", "Paul E. Victor" et Fayet Centre Commercial ne sont pas desservis le dimanche après-midi. - Pas de service le 1er janvier, 1er mai, dimanche de Pentecôte, 11 novembre et 25 décembre. - Arrêts non accessibles aux PMR : États Généraux, Crommelin, La Paix, Collery, Moulin Blanc, Saliège, Mayenne, Pierre de Corbie, Hanotaux, Paul E. Victor. | | | | | | | | |
| 3     | Dernière actualisation : 25 mai 2025 | | | | | | | | |
| 4     | Rouvroy – E. Jaulmes ⥋ Fayet – Centre Commercial | Rouvroy – E. Jaulmes ⥋ Fayet – Centre Commercial | Rouvroy – E. Jaulmes ⥋ Fayet – Centre Commercial | Rouvroy – E. Jaulmes ⥋ Fayet – Centre Commercial | Rouvroy – E. Jaulmes ⥋ Fayet – Centre Commercial | Rouvroy – E. Jaulmes ⥋ Fayet – Centre Commercial | Rouvroy – E. Jaulmes ⥋ Fayet – Centre Commercial | Rouvroy – E. Jaulmes ⥋ Fayet – Centre Commercial | Rouvroy – E. Jaulmes ⥋ Fayet – Centre Commercial |
| 4     | Ouverture / Fermeture 16 septembre 2017 / — | Longueur — | Durée 30-35 min | Nb. d’arrêts 39 | Matériel Standards | Jours de fonctionnement L, Ma, Me, J, V, S, D | Jour / Soir / Nuit / Fêtes O / N / N / O | Voy. / an — | Exploitant Transdev Mobilités du Saint-Quentinnnois |
| 4     | Desserte : - Villes et lieux desservis : Rouvroy (Zone Industrielle Rouvroy-Morcourt), Saint-Quentin (Piscine Jean Bouin, Parc des Champs-Élysées, Palais des Sports Pierre Ratte, Centre-ville, le Splendid, la Base Urbaine de Loisirs (BUL), Quartier des Musiciens, Proméo, EPIDE, Zone d'Activité du Parc des Autoroutes) et Fayet (Zone Commerciale des Cerisiers, Centre Commercial Quentin de la Tour). - Gare desservie : Aucune | | | | | | | | |
| 4     | Autre : - Amplitudes horaires : - Du Lundi au Samedi : La ligne fonctionne de 6h05 à 20h20, avec un passage toutes les 30 minutes environ. - Les Dimanches et jours fériés : La ligne fonctionne de 9h30 à 19h15, avec 5-6 passages. - Particularités : - Les arrêts ZAE Morcourt, MBK, SPA et E. Jaulmes sont desservis à la demande par le service Déclic Bout de Ligne (bouton d'appel sur le poteau d'arrêt). - Les arrêts "Épide", "Parc des Autoroutes", Cerisiers, Bois des Roses et Fayet Centre Commercial ne sont pas desservis le dimanche après-midi. - Pas de service le 1er janvier, 1er mai, dimanche de Pentecôte, 11 novembre et 25 décembre. - Arrêts non accessibles aux PMR : Jean Bouin, Briand, Deal, Splendid, Victor Hugo, Le Moulin, Dufour Denelle, Cordier, Langrand, Charcot, Noirmont, Antoine Parmentier, Bois des Roses, La Bulle. | | | | | | | | |
| 4     | Dernière actualisation : 25 mai 2025 | | | | | | | | |
| 5     | Saint-Quentin – Neuville ⥋ Saint-Quentin – Hôpital | Saint-Quentin – Neuville ⥋ Saint-Quentin – Hôpital | Saint-Quentin – Neuville ⥋ Saint-Quentin – Hôpital | Saint-Quentin – Neuville ⥋ Saint-Quentin – Hôpital | Saint-Quentin – Neuville ⥋ Saint-Quentin – Hôpital | Saint-Quentin – Neuville ⥋ Saint-Quentin – Hôpital | Saint-Quentin – Neuville ⥋ Saint-Quentin – Hôpital | Saint-Quentin – Neuville ⥋ Saint-Quentin – Hôpital | Saint-Quentin – Neuville ⥋ Saint-Quentin – Hôpital |
| 5     | Ouverture / Fermeture 16 septembre 2017 / — | Longueur — | Durée 30-35 min | Nb. d’arrêts 34 | Matériel Standards | Jours de fonctionnement L, Ma, Me, J, V, S, D | Jour / Soir / Nuit / Fêtes O / N / N / O | Voy. / an — | Exploitant Transdev Mobilités du Saint-Quentinnnois |
| 5     | Desserte : - Villes et lieux desservis : Saint-Quentin (Quartier de Neuville, Collège Marthe Lefèvre, Gare SNCF, Centre-ville, Quartier Saint-Jean, Hospice Cordier, Centre Hospitalier de Saint-Quentin, Quartier Nord). - Gare desservie : Saint-Quentin | | | | | | | | |
| 5     | Autre : - Amplitudes horaires : - Du Lundi au Samedi : La ligne fonctionne de 6h20 à 20h05, avec un passage toutes les 20 minutes environ. - Les Dimanches et jours fériés : La ligne fonctionne de 9h30 à 19h25, avec 7 passages. - Particularités : - L'arrêt Marthe Lefèvre est desservi du lundi au vendredi, uniquement à certaines heures. - Pas de service le 1er janvier, 1er mai, dimanche de Pentecôte, 11 novembre et 25 décembre. - Arrêts non accessibles aux PMR : Prévert, Cantelon ,Blanchot, Marthe Lefèvre, Brisson, Rimbaud, Vieux Ménages, Cronstadt, Industrie, États Généraux, Crommelin, Saint-Jean, David et Maigret, 3ème DIM, Gricourt, Stalingrad. | | | | | | | | |
| 5     | Dernière actualisation : 25 mai 2025 | | | | | | | | |
| 6     | Gauchy – Centre Commercial ⥋ Fayet – Centre Commercial / Vermand (les dimanches après midi) | Gauchy – Centre Commercial ⥋ Fayet – Centre Commercial / Vermand (les dimanches après midi)                                                                  | Gauchy – Centre Commercial ⥋ Fayet – Centre Commercial / Vermand (les dimanches après midi)                                                                  | Gauchy – Centre Commercial ⥋ Fayet – Centre Commercial / Vermand (les dimanches après midi)                                                                  | Gauchy – Centre Commercial ⥋ Fayet – Centre Commercial / Vermand (les dimanches après midi)                                                                  | Gauchy – Centre Commercial ⥋ Fayet – Centre Commercial / Vermand (les dimanches après midi)                                                                  | Gauchy – Centre Commercial ⥋ Fayet – Centre Commercial / Vermand (les dimanches après midi)                                                                  | Gauchy – Centre Commercial ⥋ Fayet – Centre Commercial / Vermand (les dimanches après midi)                                                                  | Gauchy – Centre Commercial ⥋ Fayet – Centre Commercial / Vermand (les dimanches après midi)                                                                  |
| 6     | Ouverture / Fermeture 16 septembre 2017 / — | Longueur — | Durée 40-45 min | Nb. d’arrêts 46 | Matériel Standards | Jours de fonctionnement L, Ma, Me, J, V, S, D | Jour / Soir / Nuit / Fêtes O / N / N / O | Voy. / an — | Exploitant Transdev Mobilités du Saint-Quentinnnois |
| 6     | Desserte : - Villes et lieux desservis : Gauchy (Centre Commercial de Gauchy, Résidence des Séniors, Zone d'Activités du Royeux, Groupe Scolaire Henri Wallon, Quartier Résidentiel du Moulin de Tous Vents, Collège Paul Éluard, Cité des Cheminots), Saint-Quentin (Campus Universitaire, Gare SNCF, Centre-ville, Lycée Henri Martin, Collège et Lycée Saint-Jean, Quartier de Vermand, Zone d'Activités du Bois de la Choque) et Fayet (Centre Commercial Quentin de la Tour). - Gare desservie : Saint-Quentin | | | | | | | | |
| 6     | Autre : - Amplitudes horaires : - Du Lundi au Samedi : La ligne fonctionne de 6h10 à 20h10, avec un passage toutes les 20 minutes environ. - Les Dimanches et jours fériés : La ligne fonctionne de 9h30 à 19h30, avec 5-6 passages. - Particularités : - Les arrêts Paul Codos, Commandant Cousteau, Archimède, Théodore Monod, Bois de la Choque, Forum de Picardie et Fayet Centre Commercial ne sont pas desservis le dimanche après-midi. - Pas de service le 1er janvier, 1er mai, dimanche de Pentecôte, 11 novembre et 25 décembre. - Arrêts non accessibles aux PMR : Gambetta, Amitié, Bois de Boulogne, Cocteau, Roux, Dorgeles, Desfossez, Campus Universitaire, Victor Basch, CES Paul Eluard, Moulin de Tous Vents, Henri Wallon. | | | | | | | | |
| 6     | Dernière actualisation : 25 mai 2025 | | | | | | | | |

### Lignes fermées
| Ligne | Caractéristiques | Caractéristiques                                           | Caractéristiques                                           | Caractéristiques                                           | Caractéristiques                                           | Caractéristiques                                           | Caractéristiques                                           | Caractéristiques                                           | Caractéristiques                                           |
| N     | Navette Gauchy | Navette Gauchy                                             | Navette Gauchy                                             | Navette Gauchy                                             | Navette Gauchy                                             | Navette Gauchy                                             | Navette Gauchy                                             | Navette Gauchy                                             | Navette Gauchy                                             |
| N     | Gauchy - Centre Commercial ⥋ Gauchy - Moulin de Tous Vents | Gauchy - Centre Commercial ⥋ Gauchy - Moulin de Tous Vents | Gauchy - Centre Commercial ⥋ Gauchy - Moulin de Tous Vents | Gauchy - Centre Commercial ⥋ Gauchy - Moulin de Tous Vents | Gauchy - Centre Commercial ⥋ Gauchy - Moulin de Tous Vents | Gauchy - Centre Commercial ⥋ Gauchy - Moulin de Tous Vents | Gauchy - Centre Commercial ⥋ Gauchy - Moulin de Tous Vents | Gauchy - Centre Commercial ⥋ Gauchy - Moulin de Tous Vents | Gauchy - Centre Commercial ⥋ Gauchy - Moulin de Tous Vents |
| ----- | --- | ---------------------------------------------------------- | ---------------------------------------------------------- | ---------------------------------------------------------- | ---------------------------------------------------------- | ---------------------------------------------------------- | ---------------------------------------------------------- | ---------------------------------------------------------- | ---------------------------------------------------------- |
| N     | Ouverture / Fermeture 16 septembre 2017 / 03 février 2018 | Longueur 2,2 km                                            | Durée 7 min                                                | Nb. d’arrêts 10                                            | Matériel Mini-bus Standards                                | Jours de fonctionnement L, Ma, Me, J, V, S                 | Jour / Soir / Nuit / Fêtes O / N / N / N                   | Voy. / an —                                                | Exploitant Saint-Quentin Mobilité                          |
| N     | Desserte : - Villes et lieux desservis : Gauchy (Centre Commercial de Gauchy, Résidence des Séniors, Zone d'Activités du Royeux, Groupe Scolaire Henri Wallon, Quartier Résidentiel du Moulin de Tous Vents). - Gare desservie :                   |                                                            |                                                            |                                                            |                                                            |                                                            |                                                            |                                                            |                                                            |
| N     | Autre : - Arrêts non accessible aux UFR : — - Amplitudes horaires : - Particularités : Les arrêts de cette ligne sont desservis par le nouvel itinéraire de la ligne 6 à partir du 5 février 2018. - Date de dernière mise à jour : 2 février 2018 |                                                            |                                                            |                                                            |                                                            |                                                            |                                                            |                                                            |                                                            |
| N     | Dernière actualisation : — |                                                            |                                                            |                                                            |                                                            |                                                            |                                                            |                                                            |                                                            |

## Exploitation
Le réseau de bus Pastel est exploité par Transdev, via sa filiale Transdev Mobilités du Saint-Quentinnois.

## Tarification et financement

### Tarification
Le réseau de bus Pastel dispose d'une gamme tarifaire composée de tickets unitaires et d'abonnements. Les tickets unitaires peuvent s'acheter directement à bord des véhicules et sur l'application Mticket Pastel, tandis que les abonnements ne s'achètent qu'à l'Agence Pastel et sur l'application Mticket Pastel. L'Agence Pastel se situe à Saint-Quentin, sur la Rue Buridan.
Ci-dessous, les différents titres de transports dans leurs tableaux respectifs :

#### Titres occasionnels
| Titre               | Tarif   | Public                 | Description | Support(s)        |
| ------------------- | ------- | ---------------------- | --- | ----------------- |
| Ticket unité        | 1,30 €  | Voyageurs occasionnels | Valable pour 1 voyage, pendant 1 heure, avec correspondances. En vente à bord des véhicules et sur l'application Mticket Pastel.                                       | Ticket cartonné   |
| Carnet 10           | 10,30 € | Voyageurs occasionnels | Valable pour 10 voyages, avec correspondances. En vente sur l'application Mticket Pastel et à l'Agence Pastel.                                                         | Tickets cartonnés |
| Ticket Journée      | 3,10 €  | Voyageurs occasionnels | Valable pour 1 journée, avec correspondances. En vente à bord des véhicules, sur l'application Mticket Pastel et à l'Agence Pastel.                                    | Ticket cartonné   |
| Ticket unitaire TAD | 2,30 €  | Voyageurs occasionnels | Valable pour 1 voyage sur le service Déclic Agglo, avec correspondances pour les lignes régulières. En vente à bord des véhicules et sur l'application Mticket Pastel. | Ticket cartonné   |
| Carnet 10 TAD       | 17,50 € | Voyageurs occasionnels | Valable pour 10 voyages sur le service Déclic Agglo, avec correspondances pour les lignes régulières. En vente sur l'application Mticket Pastel et à l'Agence Pastel.  | Tickets cartonnés |
| Ticket Groupe       | 7,70 €  | Voyageurs occasionnels | Valable pour un groupe de 10 personnes, pour 1 voyage, pendant 1 heure, avec correspondances. En vente à l'Agence Pastel.                                              | Ticket cartonné   |

#### Voyageurs de moins de 26ans
| Titre              | Tarif    | Public                      | Description | Support(s)                    |
| ------------------ | -------- | --------------------------- | --- | ----------------------------- |
| Abonnement mensuel | 16,50 €  | Voyageurs de moins de 26ans | Valable 1 mois pour les voyageurs de moins de 26ans sur l'ensemble du réseau, avec correspondances. En vente à l'Agence Pastel. | Carte magnétique sans-contact |
| Abonnement annuel  | 165,00 € | Voyageurs de moins de 26ans | Valable 1 an pour les voyageurs de moins de 26ans sur l'ensemble du réseau, avec correspondances. En vente à l'Agence Pastel.   | Carte magnétique sans-contact |

#### Voyageurs entre 26ans et 65ans
| Titre              | Tarif    | Public                         | Description | Support(s)                    |
| ------------------ | -------- | ------------------------------ | --- | ----------------------------- |
| Abonnement mensuel | 33,00 €  | Voyageurs entre 26ans et 65ans | Valable 1 mois pour les voyageurs entre 26ans et 65ans sur l'ensemble du réseau, avec correspondances. En vente à l'Agence Pastel. | Carte magnétique sans-contact |
| Abonnement annuel  | 330,00 € | Voyageurs entre 26ans et 65ans | Valable 1 an pour les voyageurs entre 26ans et 65ans sur l'ensemble du réseau, avec correspondances. En vente à l'Agence Pastel.   | Carte magnétique sans-contact |

#### Voyageurs de plus de 65ans
| Titre              | Tarif    | Public                     | Description | Support(s)                    |
| ------------------ | -------- | -------------------------- | --- | ----------------------------- |
| Abonnement mensuel | 16,50 €  | Voyageurs de plus de 65ans | Valable 1 mois pour les voyageurs de plus de 65ans sur l'ensemble du réseau, avec correspondances. En vente à l'Agence Pastel. | Carte magnétique sans-contact |
| Abonnement annuel  | 165,00 € | Voyageurs de plus de 65ans | Valable 1 an pour les voyageurs de plus de 65ans sur l'ensemble du réseau, avec correspondances. En vente à l'Agence Pastel.   | Carte magnétique sans-contact |

Il existe également des tarifs adaptés et abonnements gratuits disponibles à l'Agence Pastel, pour les demandeurs d'emploi, les personnes à mobilité réduite et les voyageurs de plus de 65ans non imposables.